# Jinzifovo, Kărdjali
Jinzifovo (în bulgară Жинзифово) este un sat în comuna Kărdjali, regiunea Kărdjali,  Bulgaria. 

## Demografie
Componența etnică a satului Jinzifovo
     Turci (92,91%)
     Nicio identificare (7,08%)
     Altele (0%)
La recensământul din 2011, populația satului Jinzifovo era de 367 locuitori. Din punct de vedere etnic, majoritatea locuitorilor (92,91%) erau turci. Pentru 7,08% din locuitori nu este cunoscută apartenența etnică.